# American Journal of Philology
L'American Journal of Philology est une revue universitaire trimestrielle créée en 1880 par l'érudit classique Basil Lanneau Gildersleeve et publiée par la Johns Hopkins University Press. 
Elle couvre le domaine de la philologie et les domaines connexes de la  littérature classique, de la linguistique, de l'histoire, de la philosophie et des études culturelles.     
Le rédacteur en chef est David HJ Larmour (Texas Tech University). 